# 勞倫斯鎮區 (印地安納州馬里昂縣)
勞倫斯鎮區（英語：Lawrence Township）是位於美國印地安納州馬里昂縣的一個行政鎮區。

## 地方資料
根據2010年美國人口普查的數據，勞倫斯鎮區的面積為125.64平方千米，當中陸地面積為121.53平方千米，而水域面積為4.11平方千米。當地共有人口118447人，而人口密度為每平方千米942.75人。